# Memória Tangerina: Mulheres Legendadas
Memória Tangerina: Mulheres Legendadas é um filme independente brasileiro de 2013 dirigido e roteirizado por Dodô Azevedo e estrelado por Juliana Didone e Simone Mizrahi.

## Enredo
Duas mulheres se encontram no apartamento de um ilustrador que cometeu suicídio porque pensava que os objetos de sua casa eram mais importantes do que ele.

## Produção
O filme levou cinco meses para ser produzido, da ideia inicial até a versão final da obra.

## Lançamento
Memória Tangerina: Mulheres Legendadas estreou em 6 de outubro de 2013 no Festival do Rio.